# Close to Seven
Close to Seven este al cincilea album al cântăreței germane Sandra, lansat în 1992.

## Lista pieselor
1. "Don't Be Aggressive" (Cretu - Hirschburger/Cretu) — 4:45
2. "Mirrored in Your Eyes" (Cretu - Cornelius/Cretu) — 3:26
3. "I Need Love" (Cretu - Hirschburger/Cretu) — 3:24
4. "No Taboo" (Cretu - Fairstein/Cretu) — 3:50
5. "When the Rain Doesn't Come" (Cretu - Sandra/Cretu) — 4:43
6. "Steady Me" (Cretu/Cornelius - Hirschburger/Cretu) — 3:57
7. "Shadows" (Cretu - Hirschburger/Cretu) — 3:50
8. "Seal It Forever" (Cretu/Hirschburger) — 4:51
9. "Love Turns to Pain" (Cretu - Hirschburger/Cretu) — 4:59
10. "Your Way to India" (Cretu - Hirschburger/Cretu) — 6:01

## Clasamente
| Clasament (1992) | Poziție de vârf |
| ---------------- | --------------- |
| Austria          | 26              |
| Olanda           | 87              |
| Franța           | 18              |
| Germania         | 7               |
| Norvegia         | 20              |
| Suedia           | 27              |
| Elveția          | 13              |